# 直距耧斗菜
直距耧斗菜（学名：Aquilegia rockii）为毛茛科耧斗菜属下的一个种。

## 扩展阅读
維基物種上的相關：直距耧斗菜